# Mniów (gemeente)
De gemeente Mniów is een landgemeente in het Poolse woiwodschap Święty Krzyż, in powiat Kielecki.
De zetel van de gemeente is in Mniów.
Op 30 juni 2004 telde de gemeente 9263 inwoners.

## Oppervlakte gegevens
In 2002 bedroeg de totale oppervlakte van gemeente Mniów 95,27 km², waarvan:
- agrarisch gebied: 66%
- bossen: 24%

De gemeente beslaat 4,24% van de totale oppervlakte van de powiat.

## Demografie
Stand op 30 juni 2004:
| Omschrijving                   | Totaal | Totaal | Vrouwen | Vrouwen | Mannen | Mannen |
| ------------------------------ | ------ | ------ | ------- | ------- | ------ | ------ |
| eenheid                        | aantal | %      | aantal  | %       | aantal | %      |
| inwoners                       | 9263   | 100    | 4684    | 50,6    | 4579   | 49,4   |
| bevolkingsdichtheid (inw./km²) | 97,2   | 97,2   | 49,2    | 49,2    | 48,1   | 48,1   |

In 2002 bedroeg het gemiddelde inkomen per inwoner 1268,69 zł.

## Plaatsen in de gemeente Mniów
- Mniów
- Przełom

## Aangrenzende gemeenten
Łopuszno, Miedziana Góra, Radoszyce, Smyków, Stąporków, Strawczyn, Zagnańsk